# Charles Malato
Charles Malato (Toul, Lorena, 1857 - 1938), foi um anarquista francês de origem italiana, escritor e propagandista. Sua família provinha da nobreza, foram condes de Nápoles. Seu pai foi defensor da Comuna de Paris, e por sua defesa deportado junto ao seu filho Charles de 17 anos para a Nova Caledônia em 1874. Educado em um ambiente republicano socialista Charles se aproximou ao anarquismo a partir de 1885, tornando-se rapidamente um ativo.
Também se encontra texto da sua autoria na revista de cariz anarquista  Luz e Vida  (1905). 